# Cutandia
Cutandia là một chi thực vật có hoa trong họ Hòa thảo (Poaceae).

## Loài
Chi Cutandia gồm các loài: